# Malaisemyia ornatissima
Malaisemyia ornatissima là một loài ruồi trong họ Pediciidae. Chúng phân bố ở vùng Indomalaya.